# Radojka Šverko
Radojka Šverko (Pazin, Croacia, 9 de abril de 1948), conocida como la diva del canto croata. Es una cantante croata. Muy famosa por su gran volumen de voz, su color y sus notables actuaciones en numerosos festivales del país (Splitski festival, Zagrebfest, Vaš šlager sezone, Melodije Istre y Kvarnera) y en el extranjero.

## Comienzo profesional
Nacida en Pazin, posteriormente se mudó a Buzet, donde pasó su infancia y terminó la escuela primaria. Completó la escuela secundaria en Pula.
El comienzo de su carrera se registra como miembro y solista de los coros. Las primeras competiciones abren su camino a los festivales locales y mundiales, con importantes actuaciones y actuaciones en televisiones nacionales y extranjeras. Aunque su carrera de cantante profesional comenzó en 1967, se convirtió en una cantante conocida en el Festival de la Canción de división "Wanderlust", donde cantó con el cantante italiano Sergio Endrigo. Su primer éxito internacional fue en 1969, donde obtuvo el tercer lugar en el festival Atlántico Tenerife (Islas Canarias) con la canción «Nuestro Mundo» de Alfi Kabiljo. En el festival en Río de Janeiro en 1970 interpretó la canción «El mundo es mío», que también está compuesta por Alfi Kabiljo, por la cual recibió el premio por "El desempeño más destacado", convirtiéndose así en la primera artista que ha recibido este reconocimiento después de la famosa Janis Joplin.

## Vida privada
Radojka Šverko tiene dos hijas. En las elecciones parlamentarias de 2015, apoyó públicamente al partido Unión Democrática Croata.